# 大嶽まどか
大嶽 まどか（おおたけ まどか、1979年12月15日 - ）は、愛知県出身（北海道生まれ）のQVCジャパンのショッピングナビゲーターである。

## 来歴
大学卒業後、2005年4月から2006年3月までNHK和歌山放送局の契約キャスターを務めていた 。
NHKとの契約終了後の2006年4月から2011年3月まではメ〜テレのアナウンサーを務めていた。2007年からは地上デジタル放送推進大使としても活動していた。
2015年よりQVCジャパンのショッピングナビゲーターを務めている。

## 人物・エピソード
- 秘書技能検定2級の資格を有する[2]。
- NHK和歌山放送局契約前の2003年に、「第24代宝くじ幸運の女神」に選出されたことがある[4]。
- 出生地は北海道札幌市であるが、メ〜テレのアナウンサーを務めていた当時は自らのプロフィールページに「出身地 愛知県」と記していた。しかし、担当番組『WAYAYAあはっ!』のロケで共演者の高山トモヒロから「大嶽は愛知生まれじゃないんですよ」と突っ込まれた際に、大嶽本人も「実は愛知県ではなく、北海道札幌市生まれなんです。5歳からこちらに住んでますし愛知県出身と言った方が親近感持ってもらえるかなと思い、愛知県出身と言ってます」とコメントしていた[注 1]。これがきっかけになったのかは不明であるが、以後は自身のブログでも札幌生まれであることを明かすようになった[5]。

## 過去の担当番組
- わかやまNEWSウェーブ（NHK和歌山放送局、キャスター）
- WAYAYA丼（メ〜テレ）
- 脱アナ大作戦2 （メ〜テレ）
- アナchu! （メ〜テレ）
- 爆笑惑星サバ〜イ! （メ〜テレ）
- WAYAYAあはっ! （メ〜テレ）
- どですか! （メ〜テレ、「メ〜テレNEWS」担当）
- UP! （メ〜テレ）
- 愛知県 くらしのミニ情報（メ〜テレ）
- メ〜テレNEWS（メ〜テレ）

## 執筆
- B.L.T.中部版 まどかの人生楽しんだ者勝ち（2009年3月号 - 8月号連載、東京ニュース通信社）